# Akela Jones
Akela Jones (ur. 22 kwietnia 1995 w Saint Michael) – barbadoska lekkoatletka specjalizująca się w skoku wzwyż, skoku w dal, biegach przez płotki i wielobojach. Okazjonalnie występuje także w sztafecie 4 × 100 metrów.
W wieku 12 lat po raz pierwszy stanęła na podium CARIFTA Games, zdobywając srebrny medal w skoku wzwyż w rywalizacji zawodniczek do lat 17. W sumie w latach 2008-2014 Jones zdobyła 17 medali (w tym 8 złotych) tej imprezy.
W 2010 sięgnęła po srebro i brąz na mistrzostwach Ameryki Środkowej i Karaibów juniorów w Santo Domingo. Szósta zawodniczka konkursu skoku w dal na mistrzostwach świata juniorów młodszych w Lille Metropole (2011). W 2012 zdobyła złoto w skoku wzwyż i skoku w dal na kontynentalnych mistrzostwach juniorów. Bez powodzenia startowała na mistrzostwach świata juniorów w Barcelonie. 
W 2014 zdobyła swój trzeci złoty medal mistrzostw Ameryki Środkowej i Karaibów juniorów oraz triumfowała w skoku w dal podczas juniorskich mistrzostw świata w Eugene. W 2015 zdobyła brązowy medal w skoku wzwyż podczas igrzysk panamerykańskich w Toronto, ustanawiając wynikiem 1,91 aktualny rekord Barbados w tej konkurencji. 
W 2016 startowała na igrzyskach olimpijskich w Rio de Janeiro, podczas których nie awansowała do finału skoku wzwyż, a w rywalizacji wieloboistek zajęła 20. miejsce. Podczas ceremonii zamknięcia igrzysk pełniła funkcję chorążego reprezentacji Barbadosu.
Wielokrotna medalistka mistrzostw NCAA. 
Stawała na najwyższym stopniu podium mistrzostw Barbadosu.

## Osiągnięcia
| Rok  | Impreza                                     | Miejsce         | Konkurencja                | Lokata            | Wynik     |
| ---- | ------------------------------------------- | --------------- | -------------------------- | ----------------- | --------- |
| 2010 | Mistrzostwa Ameryki Śr. i Karaibów juniorów | Santo Domingo   | skok wzwyż                 | 2. miejsce        | 1,81      |
| 2010 | Mistrzostwa Ameryki Śr. i Karaibów juniorów | Santo Domingo   | sztafeta 4 × 100 m         | 3. miejsce        | 46,80     |
| 2011 | Mistrzostwa świata juniorów młodszych       | Lille Metropole | skok w dal                 | 6. miejsce        | 6,04      |
| 2012 | Mistrzostwa Ameryki Śr. i Karaibów juniorów | San Salvador    | skok wzwyż                 | 1. miejsce        | 1,81      |
| 2012 | Mistrzostwa Ameryki Śr. i Karaibów juniorów | San Salvador    | skok w dal                 | 1. miejsce        | 6,36      |
| 2012 | Mistrzostwa świata juniorów                 | Barcelona       | skok w dal                 | el. – 18. miejsce | 6,09      |
| 2014 | Mistrzostwa Ameryki Śr. i Karaibów juniorów | Morelia         | skok w dal                 | 1. miejsce        | 6,41w     |
| 2014 | Mistrzostwa świata juniorów                 | Eugene          | skok w dal                 | 1. miejsce        | 6,34      |
| 2015 | Igrzyska panamerykańskie                    | Toronto         | bieg na 100 m przez płotki | eliminacje        | 13,10w    |
| 2015 | Igrzyska panamerykańskie                    | Toronto         | skok wzwyż                 | 3. miejsce        | 1,91      |
| 2015 | Igrzyska panamerykańskie                    | Toronto         | skok w dal                 | 6. miejsce        | 6,60      |
| 2015 | Mistrzostwa NACAC                           | San José        | bieg na 100 m przez płotki | 7. miejsce        | 13,08w    |
| 2015 | Mistrzostwa świata                          | Pekin           | siedmiobój                 | –                 | DNF       |
| 2016 | Młodzieżowe mistrzostwa NACAC               | San Salvador    | skok w dal                 | 2. miejsce        | 6,74      |
| 2016 | Młodzieżowe mistrzostwa NACAC               | San Salvador    | skok wzwyż                 | 1. miejsce        | 1,91      |
| 2016 | Igrzyska olimpijskie                        | Rio de Janeiro  | skok wzwyż                 | el. – 31. miejsce | 1,85      |
| 2016 | Igrzyska olimpijskie                        | Rio de Janeiro  | siedmiobój                 | 20. miejsce       | 6173 pkt. |
| 2022 | Halowe mistrzostwa świata                   | Belgrad         | skok w dal                 | 11. miejsce       | 6,55      |

## Rekordy życiowe
- Bieg na 100 metrów – 11,64 (2015)
- Bieg na 100 metrów przez płotki – 12,94 (2016)
- Bieg na 60 metrów przez płotki – 8,00 (2016) rekord Barbadosu.
- Skok wzwyż (stadion) – 1,95 (2016) rekord Barbadosu.
- Skok wzwyż (hala) – 1,98 (2016) rekord Barbadosu.
- Skok w dal (stadion) – 6,80 (2021) rekord Barbadosu.
- Skok w dal (hala) – 6,80 (2016) rekord Barbadosu.
- Pięciobój (hala) – 4643 pkt. (2016) rekord Barbadosu.
- Siedmiobój – 6371 pkt. (2015).